# Federico Melchor
Federico Melchor Fernández (Madrid, 10 de abril de 1915 – ibíd., 11 de septiembre de 1985) fue un periodista y político comunista español. Es padre del director de cine Jorge Amat.
Inicialmente militó en las Juventudes Socialistas, en las que fue elegido miembro de la dirección en el V Congreso celebrado en 1934. Trabajó como redactor en el órgano de las JSE Renovación y en el diario Claridad, de la facción caballerista del PSOE. En 1936 formó parte, junto con Santiago Carrillo, José Laín Entralgo y José Cazorla Maure, del comité de unificación con las Juventudes Comunistas, de donde surgieron las Juventudes Socialistas Unificadas. En ese momento pasó a formar parte del Partido Comunista (PCE).
Durante la Guerra Civil fue delegado de Seguridad y Asalto en la Junta de Defensa de Madrid; también fue director general de propaganda en el ministerio de Estado durante el gobierno de Negrín; en el frente de la guerra, fue capitán de compañía integrado en el Batallón Octubre y jefe de operaciones de la 34.ª División.
Al finalizar la guerra se exilió en París, donde editó la revista Juventud. Al inicio de la Segunda Guerra Mundial fue expulsado de Francia y marchó a México, donde fue redactor de España Popular y dirigió el boletín de la Unión General de Trabajadores de España (UGT). Al finalizar la Segunda Guerra Mundial volvió a Europa y se estableció en Bucarest, donde trabajó como redactor de Radio España Independiente, y más tarde en París de nuevo, donde mantuvo la oficina de información del PCE y dirigió el semanario Informaciones y Mundo Obrero hasta 1974. En 1976 regresó clandestinamente a España para dirigir Mundo Obrero en el interior. Una vez legalizado el PCE en 1977, fue miembro de su dirección hasta su fallecimiento en 1985.